# الجدول الزمني لتاريخ مدينة الخليل
فيما يلي الجدول الزمني لتاريخ مدينة الخليل عاصمة محافظة الخليل، في الضفة الغربية في فلسطين.

## ما قبل القرن العشرين
- 990 قبل الميلاد، انتقلت عاصمة داود الإسرائيلية من الخليل إلى القدس (تاريخ تقريبي).[1]

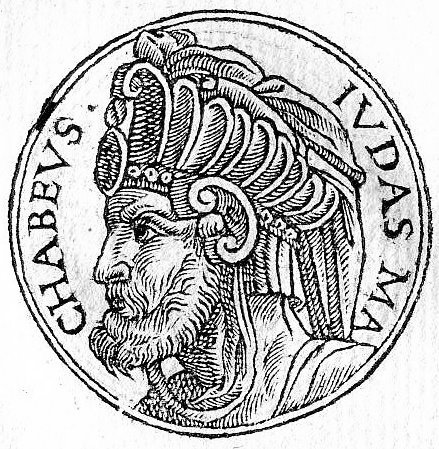
يهوذا المكابي

- 164 قبل الميلاد، نهبت الخليل على يد قوات يهوذا المكابي خلال التمرد المكابي. [1]
- 638م، الفتح الإسلامي لمدينة الخليل.[2]
- 1168م، وقعت الخليل بيد الصليبيين.[3]
- 1170م، الرحالة بنيامين التطيلي يزور الخليل.[1]
- 1187م، صلاح الدين يفتح البلاد.[4]
- 1270م، بدء بناء مسجد الشيخ علي بكاء.[4]مسجد الشيخ علي بكاء
- 1320م، بناء مسجد الجاولي.

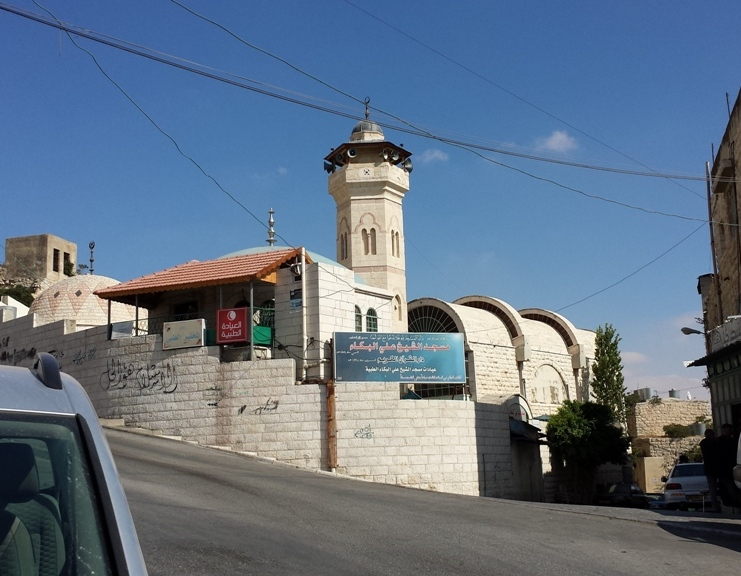
مسجد الشيخ علي بكاء

- 1326م، ابن بطوطة يزور الخليل.[1]
- 1517م، وقعت صراع العثمانيين والمماليك في الخليل. [5] ودخلت الخليل مع باقي فلسطين مظلة الدولة العثمانية.
- 1540م، بُني كنيس أبراهام أفينو في الخليل.
- 1834م، خلال معركة الخليل، نهبت قوات إبراهيم باشا الخليل.[3]

## القرن العشرين
- 1917م، وقعت الخليل بيد الجيش البريطاني، ودخلت مع باقي فلسطين مظلة الانتداب البريطاني على فلسطين عام 1920 حتى وقوع النكبة.
- 1943م، تشكيل فريق كرة قدم شباب الخليل.
- 1948م، انتهاء الانتداب البريطاني على فلسطين، وبدء الإدارة الأردنية للضفة الغربية.
- 1965م، تأسيس فرع لجمعية الهلال الأحمر الفلسطيني.
- 1967م، وقعت الخليل في يد الجيش الإسرائيلي بعد حرب 1967.[3]
- 1968م، إنشاء مستوطنة كريات أربع شرق الخليل.[3]
- 1971م، تأسيس جامعة الخليل.[3]
- 1976م، 12 أبريل، أجريت انتخابات الضفة الغربية المحلية 1976، وأصبح بموجبها فهد قواسمي رئيساً للبلدية.
- 1978م، تأسيس جامعة بوليتكنك فلسطين.
- يوليو 1983م، أقالت السلطات الإسرائيلية مجلس بلدي الخليل ورئيس البلدية مصطفى النتشة.[6][7]

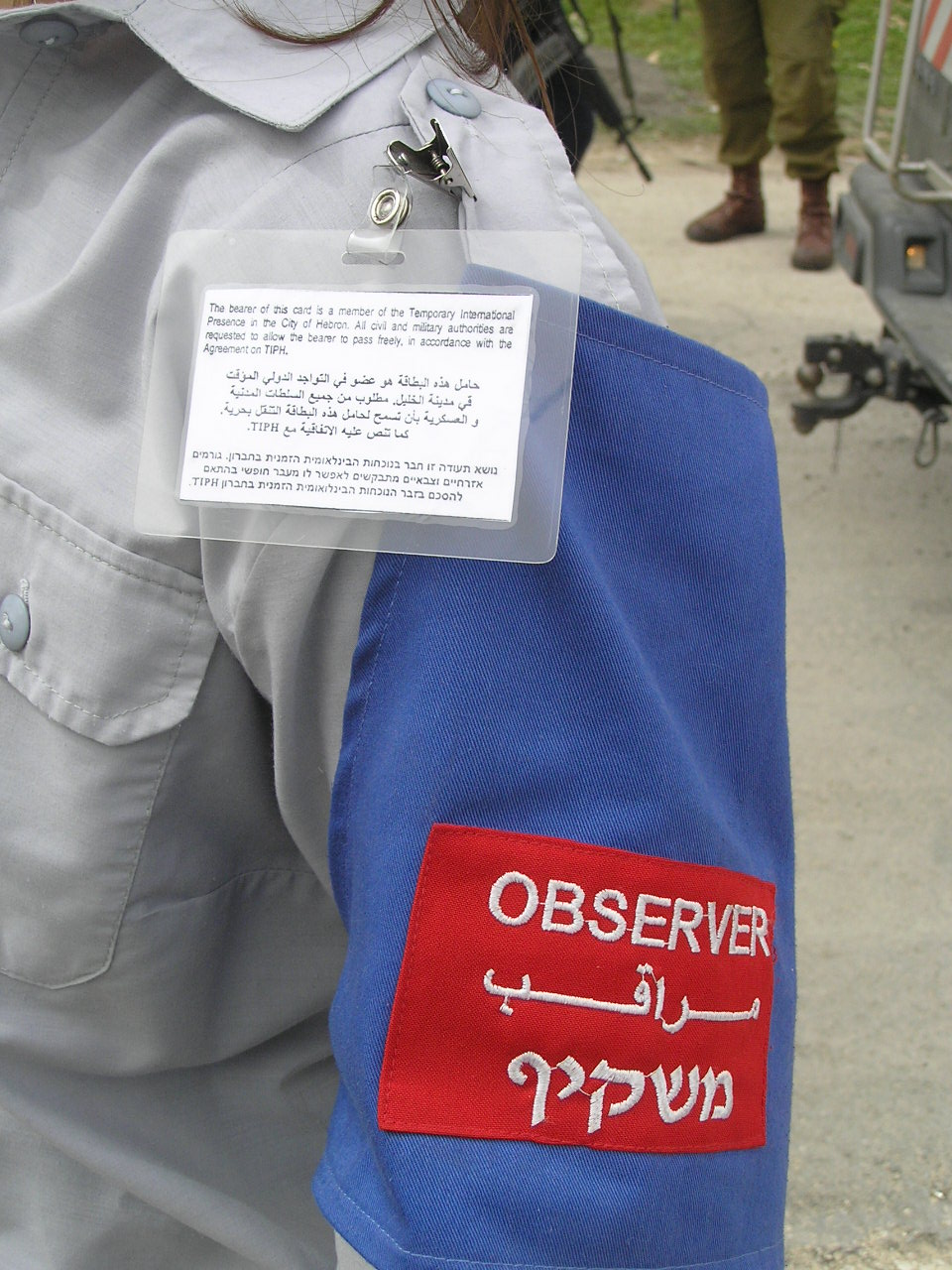
مراقب من بعثة المراقبة الدولية في الخليل.

- 1994م، 25 فبراير، وقعت مجزرة الحرم الإبراهيمي.[8] 8 مايو، بدء التواجد الدولي المؤقت في الخليل. إغلاق شارع الشهداء أمام الفلسطينيين. تأسيس مركز فنون الطفل الفلسطيني.
- 1996م، إجراء انتخابات الرئاسة الفلسطينية 1996.[9]
- 1996م، إجراء الانتخابات التشريعية الفلسطينية 1996.[9]

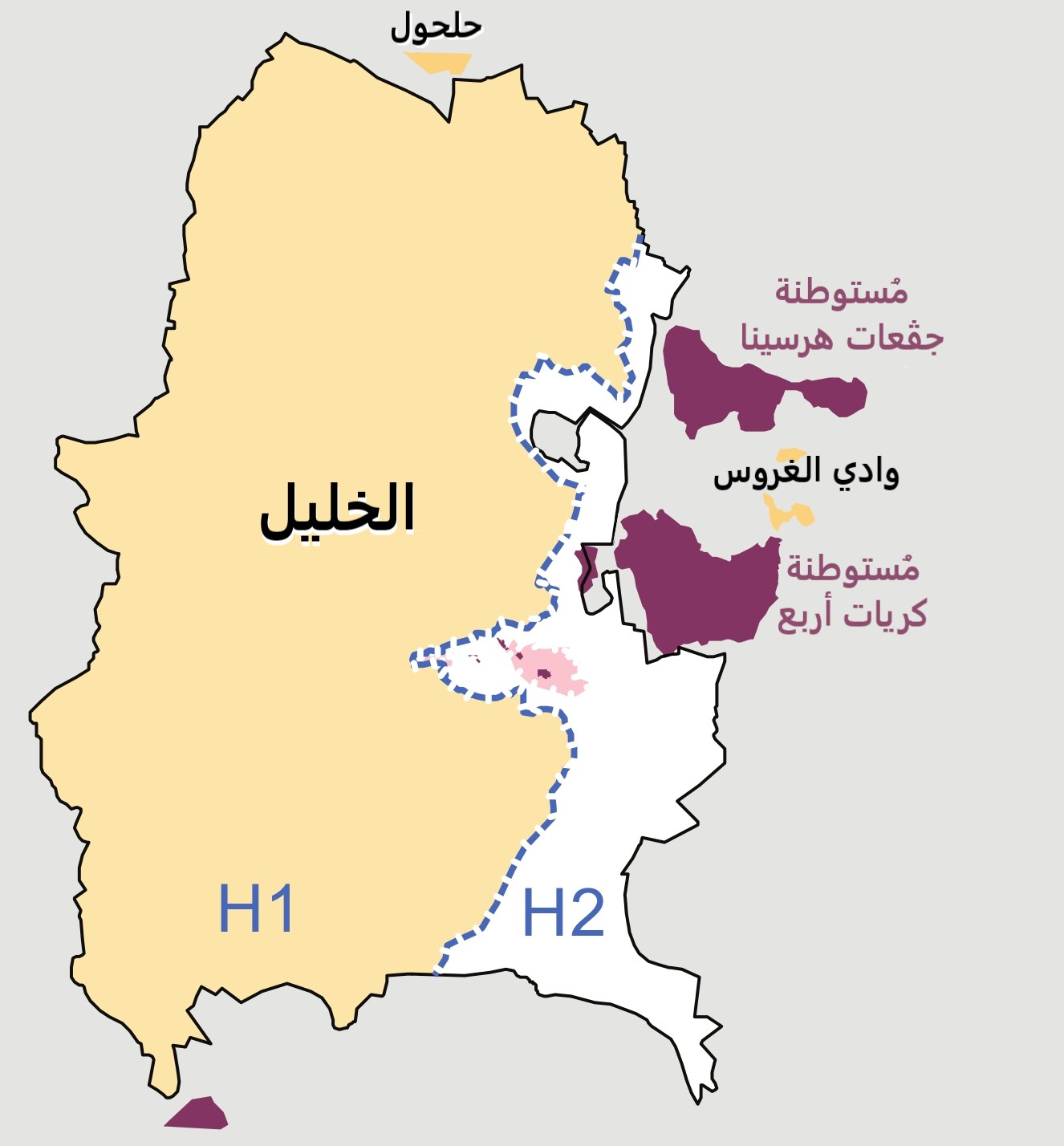
اتفاق الخليل 1997

- 1997م، 16 كانون الثاني، تنفيذ اتفاق الخليل.[3]

## القرن الحادي والعشرين
- 2002م، 29 أبريل، اجتياح الخليل.[10]
- 2005م، يناير، إجراء انتخابات الرئاسة الفلسطينية 2005.[11]
- 2006م، إجراء الانتخابات التشريعية الفلسطينية 2006.
- 2007م، خالد عسيلي رئيساً لبلدية الخليل. مستوطنون يحتلون بيت الرجبي في منطقة الخليل "H2".
- 2012م، إجراء الانتخابات المحلية الفلسطينية 2012.[12]
- 2017م، إجراء الانتخابات المحلية الفلسطينية 2017.[13] وأدرجت منظمة الأمم المتحدة للتربية والعلوم والثقافة "يونسكو" مدينة الخليل والحرم الإبراهيمي، ضمن قائمة التراث العالمي.[14][15]المسجد الإبراهيمي كما يظهر من زاويته الغربية

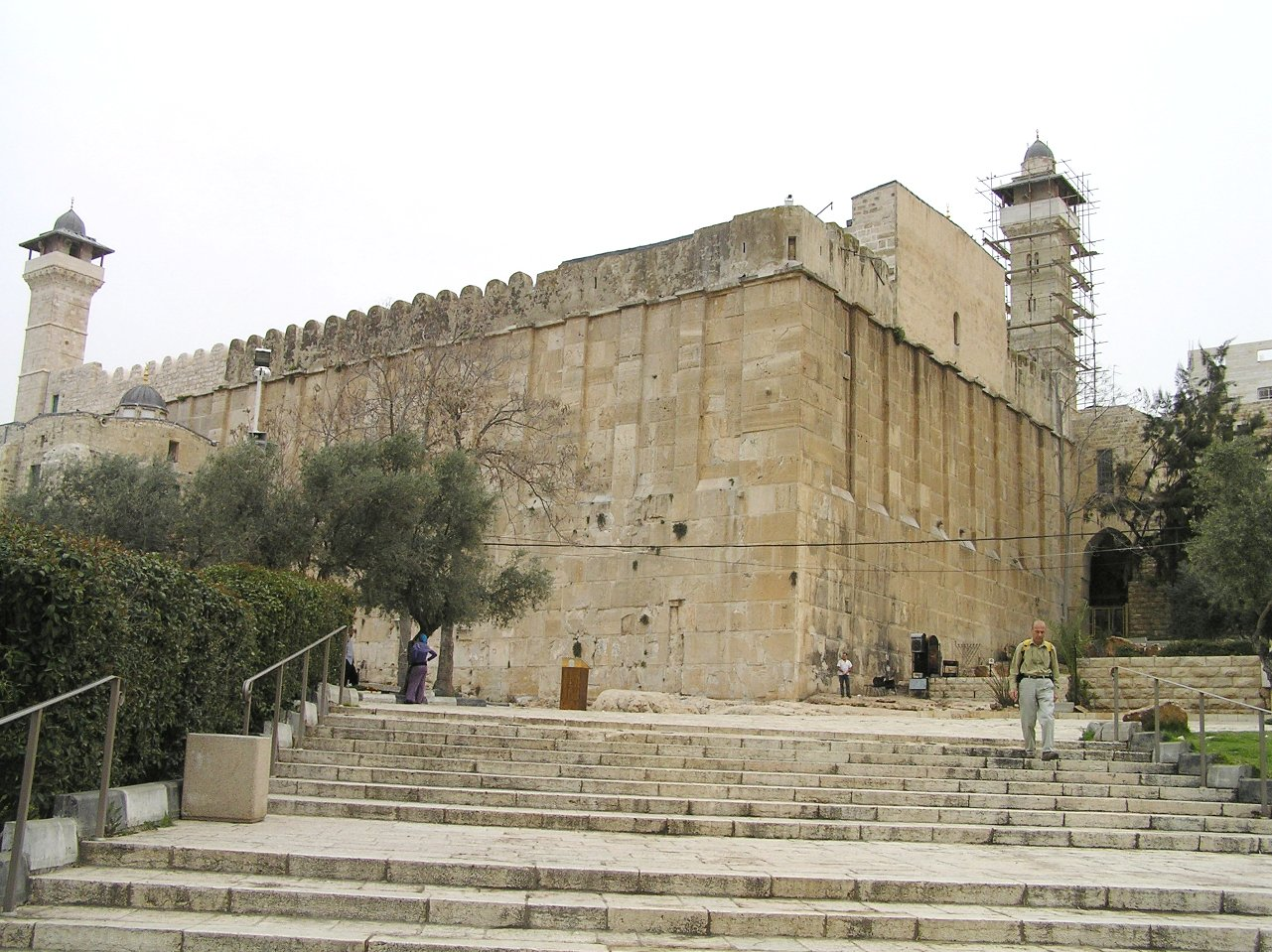
المسجد الإبراهيمي كما يظهر من زاويته الغربية